# Fränkisch (Sprachwissenschaft)
Fränkisch wird als Glottonym traditionell in der konventionellen Nomenklatur der Germanistik und Niederlandistik verwendet, um eine Reihe westgermanischer Dialekte zu bezeichnen, die in den ehemaligen Kernregionen des frühmittelalterlichen fränkischen Reiches (in den Herzogtümern Nieder- und Oberlothringen und im Herzogtum Franken) gesprochen werden.
Sprachtypologisch gibt es keine sprachlichen Merkmale, die im ganzen und nur im Gebiet des Fränkischen verbreitet und damit typisch für die als „fränkisch“ bezeichneten Dialekte sind. Wilhelm Braune (1850–1926) verwendete diesen Begriff für diejenigen historischen westgermanischen Schreibdialekte, die nicht als Niedersächsisch, Alemannisch oder Bairisch zu bezeichnen waren. Damit bildet Fränkisch eine Restkategorie innerhalb des (ehemaligen) Dialektkontinuums.
Zu den von der Germanistik als „fränkisch“ bezeichneten Sprachstufen und Dialekten zählen:
- Altfränkisch
- Niederfränkisch (die niederländische Sprache und deren Dialekte sowie Afrikaans)
- Mittelfränkisch
  - Ripuarisch
  - Moselfränkisch
- Rheinfränkisch
- Sorbenfränkisch (alte Bezeichnung)
- Ostfränkisch
- Süd(rhein)fränkisch